# یوژف زاکاریاش
یوژف زاکاریاش (به مجاری: Zakariás József) (۲۵ مارس ۱۹۲۴ – ۲۲ نوامبر ۱۹۷۱) بازیکن و مربی فوتبال اهل مجارستان بود. از باشگاه‌هایی که در آن بازی کرده‌است می‌توان به باشگاه فوتبال ام‌تی‌کی بوداپست اشاره کرد.
وی به‌همراه تیم ملی فوتبال مجارستان به مقام قهرمانی فوتبال در بازی‌های المپیک تابستانی ۱۹۵۲ و نایب قهرمانی جام جهانی فوتبال ۱۹۵۴ دست پیدا کرده‌است.